# Господин 420
«Господи́н 420» (хинди श्री ४२०, Shree 420) — индийская чёрно-белая романтическая драма режиссёра Раджа Капура, вышедшая в прокат 6 сентября 1955 года. Фильм состоит из двух частей, первая из которых содержит элементы бурлеска и чистой комедии. Вторая часть более серьёзна и заострена на этической проблематике. Фильм собрал в прокате 2 крора, заработав статус «блокбастера» и удерживал звание самого кассового индийского фильма на протяжении двух лет, вплоть до выхода кинокартины «Мать Индия» режиссёра Мехбуба Хана.
Название фильма ссылается на статью № 420 индийского уголовного кодекса, предусматривающую наказание за воровство и мошенничество. Как следствие, термин «господин 420» стал унизительным прозвищем для мошенников и воров. Фильм начинается с эпизода, когда герой, решивший попасть в Бомбей, устав в дороге, пытается, изобразив обморок, попасть в проезжавшую мимо машину известного бомбейского банкира. Однако обман раскрыт, и хозяин авто его прогоняет со словами «…это ещё один 420-й». Герой отправляется пешком, проходя дорожный знак с указанием «Бомбей — 420 км».
В советский прокат выпущен в сентябре 1956 года. Дублирован на киностудии им. Горького.

## Сюжет
В фильме рассказывается история бедного парня Раджа, который пешком приходит в Бомбей, чтобы честным трудом заработать себе на жизнь, однако обнаруживает, что честность и порядочность не ценятся в Бомбее и наоборот многие норовят смошенничать, чтобы обогатиться.
Радж - наивный и немного легкомысленный парень, простой и в конце концов он попадает на кривую дорожку, становится мошенником, мечтая разбогатеть и тогда иметь возможность помочь любимой девушке. заслужить её благосклонность. Это не приносит ему счастья, потому что, встав на скользкий путь, он теряет друзей и любимую. Потеря слишком велика для него, и Радж придумывает способ исправить ситуацию.

## В ролях
| Актёр          | Роль                                | Советский дубляж      |
| -------------- | ----------------------------------- | --------------------- |
| Радж Капур     | Ранбир Радж                         | Николай Александрович |
| Наргис         | Видья Шастри                        | Галина Малькова       |
| Надира         | Майя                                | Мария Фигнер          |
| Немо           | Соначанд Дхармананд                 | Лев Потёмкин          |
| Лалита Павар   | Ганга Маи                           | Зинаида Воркуль       |
| Ифтехар        | инспектор полиции                   | ?                     |
| Хари Шивдасани | Пхилачанд                           | ?                     |
| Нана Палсикар  | игрок с козлиной бородкой           | ?                     |
| Бхудо Адвани   | пандит Омкарнатх Шастри, отец Видьи | ?                     |
| М. Кумар       | нищий                               | Чеслав Сушкевич       |

Фильм дублирован на киностудии имени Горького. Режиссёр дубляжа — Иван Щипанов.

## Саундтрек
Все тексты написаны Шайлендрой, вся музыка написана дуэтом композиторов Шанкар-Джайкишан.
| №  | Название                                                            | Исполнители                          | Длительность |
| -- | ------------------------------------------------------------------- | ------------------------------------ | ------------ |
| 1. | «Dil Ka Haal Sune Dilwaala»                                         | Манна Дей                            | 5:36         |
| 2. | «Eechak Dana Beechak Dana» (с хинди — «Тьма загадок есть на свете») | Мукеш, Лата Мангешкар                | 5:08         |
| 3. | «Mera Joota Hai Japani[en]» (с хинди — «Мои ботинки - японские»)    | Мукеш                                | 4:33         |
| 4. | «Mudh Mudh Ke Na Dekh» (с хинди — «Ты не прячь глаза»)              | Аша Бхосле, Манна Дей                | 6:34         |
| 5. | «O Janewale»                                                        | Лата Мангешкар                       | 2:20         |
| 6. | «Pyaar Huwa Ikraar Huwa» (с хинди — «К нам пришла любовь»)          | Лата Мангешкар, Манна Дей            | 4:22         |
| 7. | «Ramaiya Vastavaiya»                                                | Мохаммед Рафи, Лата Мангешкар, Мукеш | 6:10         |
| 8. | «Sham Gayi Raat Aayi»                                               | Лата Мангешкар                       | 4:00         |

## Награды
Filmfare Awards (1957)
- Лучшая операторская работа — Радху Кармакар[3]
- Лучший монтаж — Г. Г. Майекар[4]

Национальная кинопремия
- Почётная грамота за лучший художественный фильм на хинди[5]